# Линейные корабли типа «Флорида»
Линейные корабли типа «Флорида» (англ. Florida) — тип линкоров флота США. Построено два корабля: «Флорида» и «Юта». Третья серия американских дредноутов. Почти полностью повторяли предыдущий тип «Делавэр», однако вместо паровых машин были оснащены паровыми турбинами.

## История разработки
Дредноутная гонка в Европе набирала обороты. В Великобритании после «Дредноута» заложили две серии по три корабля — типы «Беллерофон» и «Сент-Винсент». Германия заложила серию из четырёх дредноутов типа «Нассау» и приступала к закладке следующей серии из четырёх линкоров типа «Остфрисланд». Благодаря усиленному строительству броненосцев в начале XX века американский флот вышел на второе место после британского. Чтобы не упустить достигнутого, Конгресс США 13 мая 1908 года утвердил строительство двух следующих линейных кораблей, «Флорида» и «Юта», по проекту, подобному предыдущему типу «Делавэр».
В проект нового дредноута было решено внести ряд усовершенствований. С одной стороны, опыт похода «Великого белого флота» в 1907—1909 годах показал, что мореходности следует уделять большее внимание. Следовало увеличивать высоту борта, особенно в носу. Требовалось что-то предпринимать с устройствами, нарушающими чистоту обводов в носовой части, — спонсонами и якорными устройствами, повышающими брызгообразование. Чтобы казематы вспомогательной артиллерии не заливало, их следовало располагать выше. Также пришли к выводу, что стандартная высота броневого пояса в 8 футов (2,44 м) недостаточна, так как на волнении обнажалась незащищённая подводная часть. Столь кардинальные изменения в проект нового линкора внести было невозможно, поэтому ограничились тем, что подняли каземат противоминной артиллерии чуть выше.
Традиционно большое влияние оказала конференция 1908 года в Ньюпорте, в которой принял участие даже президент Рузвельт. Если Бюро конструирования и ремонтов в своём проекте хотело увеличить калибр противоминной артиллерии до 152 мм, конференция рекомендовала воздержаться от этого. Выводы конференции говорили о том, что необходимо улучшить защиту противоминной артиллерии и дымоходов. Поэтому, чтобы не увеличивать верхний вес, от идеи установки 152-мм орудий отказались в пользу нового 127-мм 51-калиберного орудия. За счёт этого предлагалось увеличить толщину броневого пояса каземата и установить броневые перегородки между орудиями, чтобы попадание в одно орудие не выводило из строя всю батарею.
Критиковалось размещение башен и указывалось, что 305-мм орудие Mark 5 слабее аналогичных европейских. И если заменить орудия было нечем, то изменение компоновки возможно было произвести, отложив закладку новых линкоров на 60 дней. Предлагалось сдвинуть перегревающуюся от паропроводов башню № 3 в корму, приблизив машинные отделения к котельным, а возвышенной вместо неё сделать башню № 4. Но работы над новым проектом зашли уже настолько далеко, что эти изменения вносить было уже поздно.
Основные изменения, внесённые в проект, были вызваны установкой более экономичных турбин Парсонса. Они были длиннее турбин Кертиса, и поэтому пришлось отказаться от котельного отделения № 4, сделав остальные чуть шире. В результате перепланировки ширина корпуса возросла на 0,915 м, а трубы стали ближе друг к другу, что позволило вернуться к расположению кормовой мачты позади дымовых труб.
Кроме увеличения бронирования каземата, вместо никелевой стали была применена новая конструкционная сталь — STS. Ещё одним нововведением стала установка бронированного вращающегося поста управления огнём.

## Конструкция

### Корпус
Стоимость новых линкоров была такой же, как у предшественников, — 6 млн долларов. Нормальное водоизмещение возросло до 21 825 т, полное составило 23 033 т. Общий вес корпуса вырос до 8995 т. Длина равнялась 159 м, ширина увеличилась до 26,915 м, а осадка до 8,6 м. По сравнению с «Делавэром» ширина корпуса возросла на 0,915 м, что благотворно сказалось на метацентрической высоте. И если на «Делавэре» она была предметом критики, то на «Флориде» даже установка более тяжёлого бронирования каземата не помешала её увеличить. Метацентрическая высота при нормальном водоизмещении составила 1,233 м, а при полном — 1,028 м.
Мореходность по сравнению с предшественниками не изменилась и соответствовала высоким требованиям американского флота. Корабли оснащались четырьмя винтами и одним полубалансирным рулём. За счёт дополнительной пары винтов поворачиваемость улучшилась — диаметр тактической циркуляции на скорости 18 узлов составил 390 метров, на полном ходу в 21 узел — 585 м.
Экипаж по штату мирного времени состоял из 60 офицеров и 941 матроса, в военное время за счёт резервистов он увеличивался до 1422 человек. Как и на «Делавэре», автономность и обитаемость были отличными.

### Силовая установка
Более широкий корпус понадобился для установки более длинных турбин Парсонса. Пришлось отказаться от котельного отделения № 4. 12 котлов Babcock & Wilcox были установлены в трёх отделениях — по четыре в каждом. Это повлекло за собой изменение внешнего вида — получилось приблизить друг к другу дымовые трубы и установить кормовую мачту на более удобное место позади кормовой трубы. Правда, котельные отделения получились более тесными, чем на предшественниках.
Общий вес силовой установки составил 2110,9 т. Турбины приводили во вращение 4 винта. Проектная мощность силовой установки равнялась 28 000 л. с., что должно было обеспечить максимальную скорость в 21 узел. И хотя на испытаниях «Юта» выдала всего 27 445 л. с., это не помешало ей достигнуть 21,04 узла.
Основным топливом был уголь, с возможностью впрыска нефти. Полный запас составлял 2509 т угля и 541,8 т нефти. За счёт возросшего запаса топлива и более экономичных турбин максимальная дальность 12-узловым ходом при чистом днище составила 7220 миль (по проекту 6860 миль) и 3450 миль на 20 узлах. Правда, при обрастании днища дальность падала до 5776 миль на 10 узлах и 2760 миль при 20-ти. Проблему недостаточной дальности плавания удалось решить только благодаря модернизации, в процессе которой котлы перевели на нефть, а наваренные були были использованы для хранения дополнительного запаса топлива.
Электроэнергетическая установка не изменилась и состояла из четырёх турбогенераторов мощностью по 300 кВт.

### Бронирование
Общий вес горизонтального бронирования составил 5067,7 т. Вес броневой палубы с подкреплениями составил 1047 т. Общая схема бронирования изменилась мало, только вместо никелевой стали была применена STS.
Главный броневой пояс высотой 2,44 м имел толщину у верхней кромки 279 мм, в подводной части сужался до 229 мм. Траверзы имели толщину 254 мм. Над ним шёл верхний пояс толщиной 254 мм внизу и 203 мм сверху. Заканчивался он траверзами 229-мм толщины. Изменением по сравнению с «Делавэром» стало утолщение брони каземата до 165 мм. Она смыкалась под углом с барбетами башен № 2 и № 3.
Двухслойная броневая палуба из стали STS шла по верхней кромке главного пояса. На большей площади она имела толщину 38 мм (25 + 13 мм). В районе котельных помещений у борта, над угольными ямами она имела толщину всего 7,62 мм. Над погребами главного калибра она утолщалась до 51 мм (38 + 13 мм). В нос от погребов она шла толщиной 63 мм (44 + 19), заканчиваясь толщиной 38 мм (25 + 13 мм). В корме рулевые механизмы прикрывались палубой со скосами толщиной 76 мм (63 + 13 мм).
Толщина барбетов башен составляла 254 мм, а внизу у внутренних сторон барбетов она уменьшалась до 102 мм. Лобовая плита башен была 305-мм толщины, а боковые стенки — 203-мм. Крыша была более толстой — два слоя STS имели толщину 102 мм (26 + 76 мм). Стенки боевой рубки были толщиной 292 мм, а крыша изготавливалась из 102-мм STS.
Конструктивная противоторпедная защита осталась такой же, как на «Делавэре», — расширительная камера находилась между угольными ямами и внешним бортом, а две противоторпедные переборки отделяли угольные бункеры от котельных и машинных отделений. Её общая глубина достигала 6,4 м.

### Вооружение

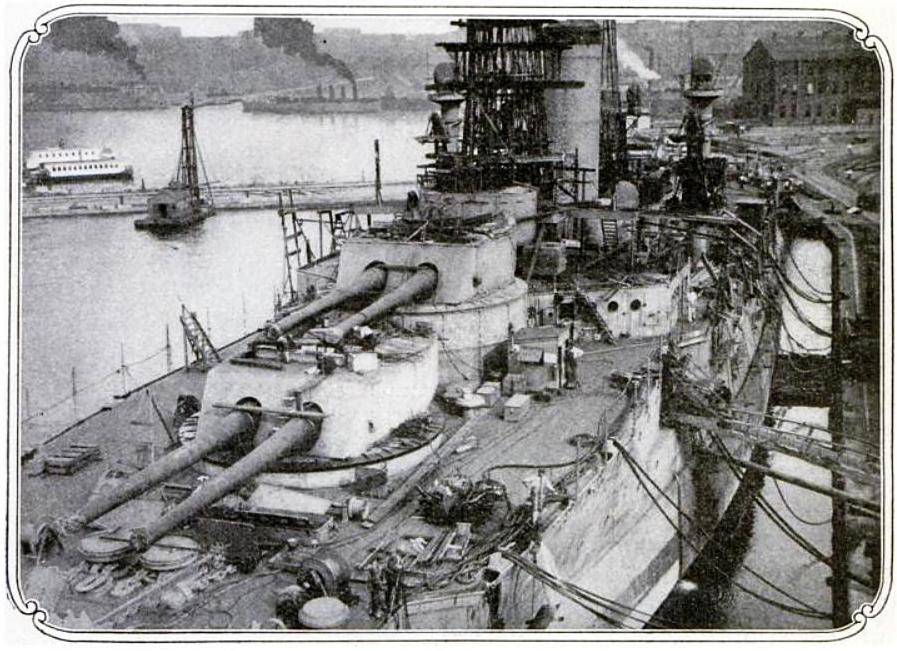
Носовые башни главного калибра достраивающегося на плаву линкора «Флорида»

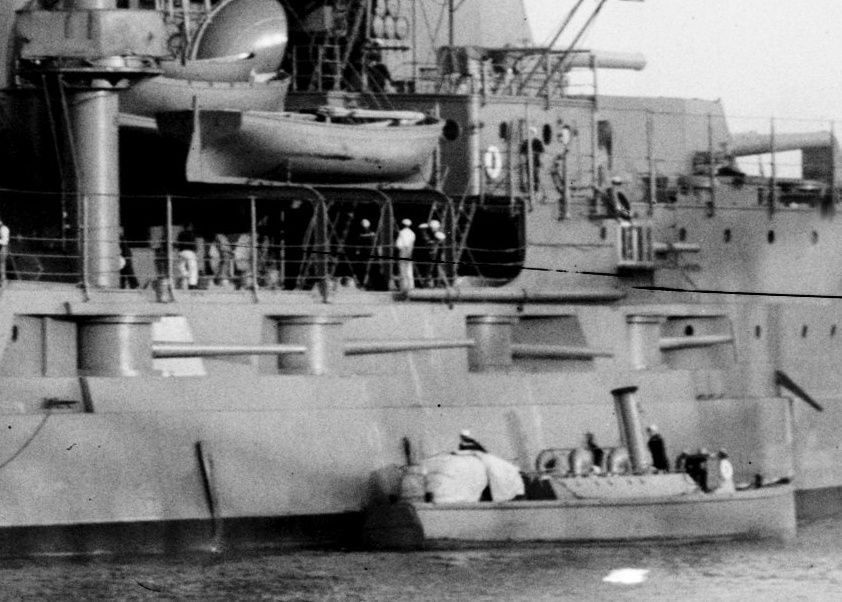
Противоминная артиллерия линкора «Юта»

Основным вооружением линкоров были десять 305-мм орудий Mark 6 c длиной ствола 45 калибров, расположенных в пяти башнях в диаметральной плоскости, по линейно-возвышенной схеме. Ствол орудия скреплялся шестью цилиндрами. Затворы орудий обслуживались вручную. Заряжание картузное. Заряд в шёлковом картузе содержал 140,6 кг пороха. Он придавал 394,6 кг бронебойному снаряду скорость в 823 м/с. При максимальном угле возвышения в 15° это давало максимальную дальность в 18 290 м. Боезапас составлял 100 снарядов на орудие.
Орудия размещались в башнях Mark 8 с электрическими приводами. При этом ряд операций, на европейских линкорах механизированных, на них выполнялся вручную. Подача снарядов была двухстадийной. Заряды и снаряды подавались подъёмниками в перегрузочное отделение, а затем перегружались вручную на верхние подъёмники, по которым уже и поднимались в боевое отделение. Заряжание орудий могло производиться при любом угле наведения. Вращение башни обеспечивалось двумя электромоторами мощностью 25 л. с. Вертикальное наведение каждого из орудий производилось 15-сильным электродвигателем. Привод досылателя имел мощность 10 л. с. Все механизмы имели резервный ручной привод.
Противоминная артиллерия состояла из 16 новых 127-мм орудий Mark 7 с длиной ствола в 51 калибр. Четыре из них находились в кормовом каземате. Два орудия находились в каземате в носовой части, ещё два над ними. Остальные 8 находились в основном каземате.
Орудия Mark 7 имели ручное картузное заряжание. Оснащались тремя типами снарядов — бронебойным, полубронебойным и фугасным. Заряд пороха в 11,1 кг придавал 22,7 кг снаряду очень высокую начальную скорость — 960 м/с. Высокая скорость обеспечивала настильную траекторию и хорошую бронепробиваемость. Благодаря этим характеристикам и высокой скорострельности — в 8—9 выстрелов в минуту — входили в состав вооружения всех последующих американских дредноутов. Считалось, что его достаточно для нанесения повреждений миноносцам и даже лёгким крейсерам противника. Монтировались на установках Р13, обеспечивавших углы вертикального наведения в пределах от —10° до +15°. При максимальном угле возвышения максимальная дальность составляла 12 850 м. Боезапас кораблей составлял 240 снарядов на орудие.
Кроме этого, в 1919 году были установлены шесть 76-мм зенитных орудий Mark 2. Линкоры на момент постройки оснащались двумя 533-мм бортовыми подводными торпедными аппаратами с боезапасом в 8 торпед.
| Орудие                               | 12"/45 Mark 5 | 5"/51 Mark 7 |
| ------------------------------------ | ------------- | ------------ |
| Год начала эксплуатации              | 1906          | 1911         |
| Калибр, мм                           | 305           | 127          |
| Длина ствола, калибров               | 45            | 51           |
| Скорострельность, выстрелов в минуту | 2—3           | 8—9          |
| Углы склонения                       | −5°/+15°      | −10°/+15°    |
| Тип заряжания                        | картузное     | картузное    |
| Вес снаряда, кг                      | 394,6         | 22,7         |
| Начальная скорость, м/с              | 823           | 960          |
| Максимальная дальность стрельбы, м   | 18 290        | 12 850       |
| Боезапас, снарядов на орудие         | 100           | 240          |

### Модернизации
По опыту Первой мировой войны в 1919 году было вдвое усилено бронирование крыш башен и боевой рубки. Были установлены новые приборы центрального управления артиллерийской стрельбой, на мачтах размещены указатели дистанции «range clocks», а на барбеты нанесена шкала, показывающая угол поворота башен, — «deflection scales».
По результатам Вашингтонской конференции пара линкоров осталась в строю, но к середине 1920-х годов они заметно устарели. В 1924—1927 годах они прошли коренную модернизацию в процессе капитального ремонта.
В подводной части для улучшения противоторпедной защиты были наварены бортовые були. Они шли от самого дна до половины надводного борта. При этом пришлось демонтировать торпедные аппараты. Глубина конструктивной защиты достигла солидной величины в 9 м. С новыми булями соотношение длины к ширине достигло величины 5:1, а ширина в 32,3 метра была практически предельной для прохождения через Панамский канал. Управляемость ухудшилась — корабли плохо держали курс и вяло реагировали на руль, но была в пределах допустимого.
Внешняя обшивка булей изготавливалась из тонкой листовой стали, чтобы не создавать осколков, но из-за частых повреждений борта от учебных торпед и случайных навалов на борт танкеров при заправке их позже пришлось укрепить.
Були внутри разделялись вертикальной переборкой на две секции. Внешняя была пустой. А внутренняя делилась дополнительной горизонтальной переборкой на две части, нижняя из которых использовалась как топливная цистерна. Внутри корпуса также произошли изменения. Между внутренними переборками установили ещё одну вертикальную переборку. Внутренняя секция, примыкавшая к котельным отделениям, осталась пустой. А внешняя и бывшие угольные ямы использовались для хранения нефти. Стандартное водоизмещение возросло до 23 700 т, а полное — до 24 800 т.
Было ещё раз усилено горизонтальное бронирование. На «Флориде» на третьей палубе в нос и в корму от цитадели дополнительно настелили 44-мм слой из STS. На второй палубе над погребами и машинами поверх прежних двух слоёв из 13-мм никелевой стали были уложены два слоя STS по 44 мм. Над котлами толщина второй палубы увеличилась до 120 мм (32 + 44 + 44 мм). В результате она по сути стала главной броневой палубой, а расположенная ниже броневая превратилась в противоосколочную. В пределах цитадели вторая палуба плитами STS была увеличена до 85 мм. На крыши башен и броневой рубки были дополнительно уложены 44-мм плиты STS. В нос и корму вторая палуба из прежних двух слоёв мягкой стали по 13 мм была дополнительно усилена слоем STS, доведшим общую толщину до 115 мм. На «Юте» вместо мягкой стали в этом месте сразу использовалась STS, поэтому ограничились утолщением до 108 мм. Остальные изменения были аналогичны «Флориде» за исключением того, что батарейная палуба получила дополнительное усиление из 19-мм плит STS.
Было изменено расположение противоминной артиллерии. По три средних 127-мм орудия центрального каземата были перенесены в казематы на спонсонах выше средней палубы в районе среза полубака. Ещё два орудия были расположены открыто над казематом по бортам боевой рубки. Восемь орудий остались на своих прежних местах — четыре в кормовом каземате, два носовых и два кормовых в центральном каземате. Но при первом же выходе в море оказалось, что оставшиеся в центральном каземате орудия заливаются волнами, перекатывающимися через наваренные були, и поэтому их убрали, а порты заделали. В окончательном варианте количество 127-мм орудий уменьшилось до 12.
На крыше каземата было установлено побортно по два зенитных орудия и ещё два палубой выше — позади противоминных орудий за надстройкой. На крышах башен № 1, 2 и 4 были установлены 6-метровые (20-футовые) дальномеры. По сторонам носовой мачты были установлены в цилиндрических башенках центральные посты управления противоминной артиллерией.
12 угольных котлов были заменены на четыре нефтяных котла «White-Foster», оставшихся от недостроенных линкоров типа «Саут Дакота». Турбинная установка осталась той же, но за счёт более паропроизводительных котлов мощность силовой установки достигла 43 610 л. с. Это обеспечило максимальную скорость в 22,25 узла. За счёт увеличения запаса топлива дальность хода на 10-узловой скорости достигла 16 500 миль.
Дымоходы котлов были сведены в одну дымовую трубу. Мощность каждого турбогенератора была увеличена до 400 кВт.
На крыше башни № 3 была смонтирована пороховая катапульта для запуска трёх гидросамолётов-корректировщиков. Подъём самолётов на борт осуществлялся шлюпочными кранами.
Кормовая ажурная мачта была срезана, а на её место установлена короткая мачта-однодревка. На ней был установлен указатель дистанции (range clocks). Также она использовалась для растяжки радиоантенн. Было установлено новое радиооборудование, включая радиопеленгатор.
В дальнейшем на базе опыта по модернизации и эксплуатации «Флориды» и «Юты» разрабатывались и проекты капитального ремонта других линкоров США в 1930-е годы.

## Служба
| Название            | Верфь                             | Закладка           | Спуск на воду        | Вступление в строй    | Судьба                      |
| ------------------- | --------------------------------- | ------------------ | -------------------- | --------------------- | --------------------------- |
| USS Florida (BB-30) | New York Navy Yard                | 9 марта 1909 года  | 12 мая 1910 года     | 15 сентября 1911 года | списан 16 февраля 1931 года |
| USS Utah (BB-31)    | New York Shipbuilding Corporation | 15 марта 1909 года | 23 декабря 1909 года | 31 августа 1911 года  | списан 5 сентября 1944 года |

### ВВ-30 «Флорида»

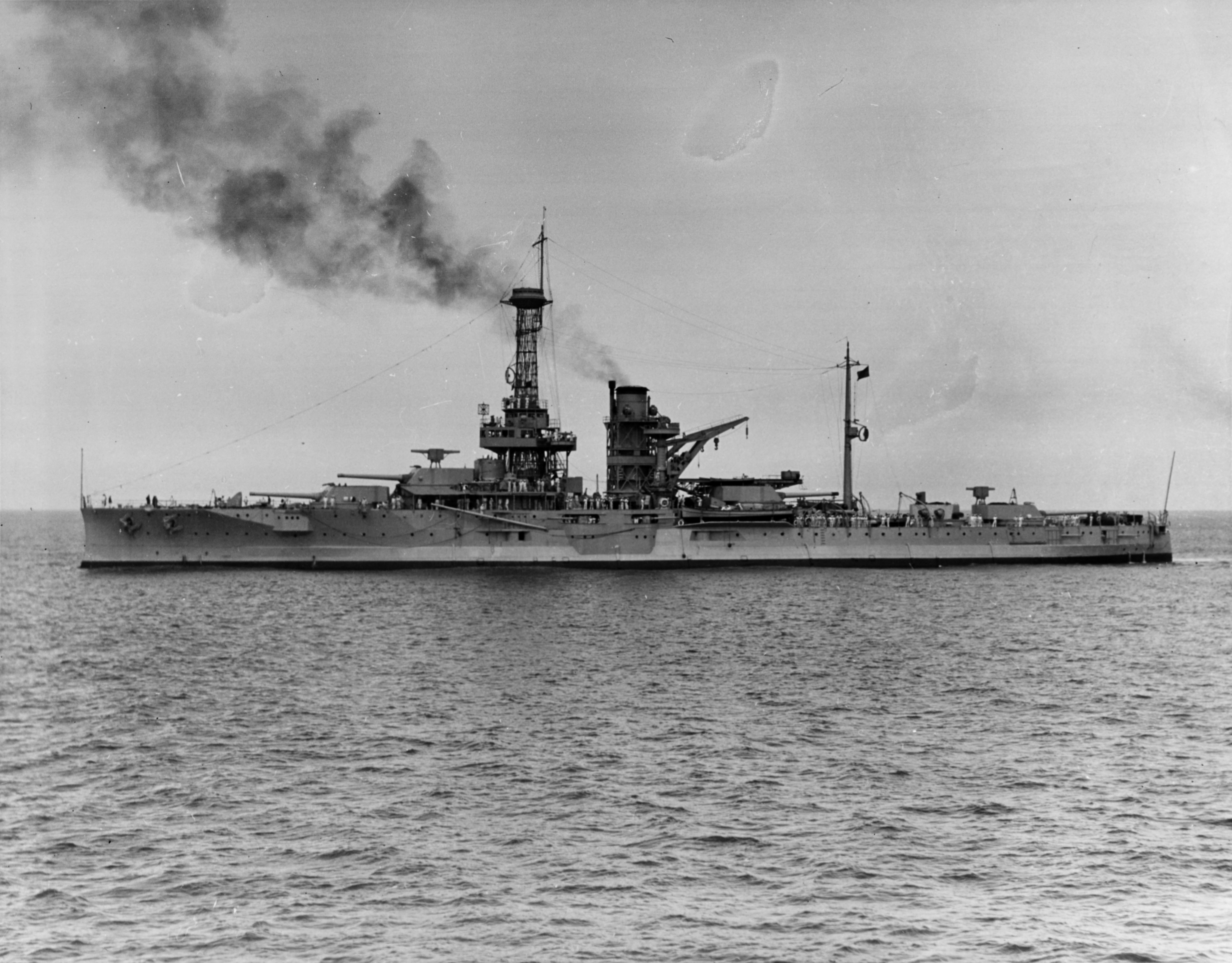
Линейный корабль «Флорида» после капитального ремонта. Октябрь 1929 года

Линкор «Флорида» был заложен 9 марта 1909 года на верфи «Нью Йорк Нэви ярд». Спущен на воду 12 мая 1910 года, введён в эксплуатацию 15 сентября 1911 года. Первым командиром стал кэптен К. С. Кнапп.
После программы испытаний и боевой подготовки «Флорида» стала флагманом 1-й дивизии линкоров. Как и остальные дредноуты, она до начала Первой мировой войны регулярно занималась учебными походами и стрельбами, периодически посещая порты восточного побережья США и Карибского моря.
В феврале 1914 года линкор принял участие в высадке американских оккупационных войск во время волнений в мексиканском Веракрусе. Начало боёв в Европе мало что изменило в размеренной жизни «Флориды», лишь в октябре 1914 года она была переведена во 2-ю дивизию линкоров. По опыту британского флота на «Флориду» были установлены два 76-мм зенитных орудия на верхних площадках шлюпочных кранов.
После вступления США в войну в апреле 1917 года вошла в состав 9-й дивизии линкоров и была отправлена в Великобританию. В декабре 1917 года эта дивизия вошла в состав Гранд Флита как 6-я эскадра линкоров. Американские дредноуты совершили несколько боевых походов, но огневого соприкосновения с германскими кораблями не имели. 20 ноября 1918 года «Флорида» в составе 6-й эскадры участвовала в эскортировании Флота открытого моря, шедшего на интернирование в Скапа-Флоу на Оркнейских островах.
После возвращения из Европы была проведена модернизация, в ходе которой были усилены крыши башен и рубки, усовершенствованы приборы управления артиллерийским огнём, на топах мачт установлены восьмиугольные противоторпедные посты. Были установлены дополнительные 2 зенитных орудия.
По результатам Вашингтонского соглашения остался в строю, избежав участи более старых линкоров. После зимних манёвров 1924 года, на которых угольные «Юта» и «Арканзас» не смогли держать 14-узловой ход, было принято решение провести модернизацию всех шести оставшихся угольных линкоров с переходом на нефтяное отопление котлов. Также были наварены бортовые були, заменены котлы, усилена горизонтальная защита, а кормовая ажурная башня заменена на однодревковую. Были установлены катапульта и три гидросамолёта-корректировщика.
Неприятным последствием модернизации стала более сильная бортовая качка, из-за чего пришлось установить дополнительные носовые и кормовые скуловые кили. После модернизации вернулся к рутине боевых походов, помогая морской пехоте осваивать тактику амфибийных операций. Осуществил вояж по странам Карибского бассейна с госсекретарём Р. Лансингом на борту.
По результатам Лондонского морского соглашения 1930 года «Флорида» была выведена из состава флота 16 февраля 1931 года. Продана на слом и разобрана на металл к 30 сентября 1932 года.

### ВВ-31 «Юта»

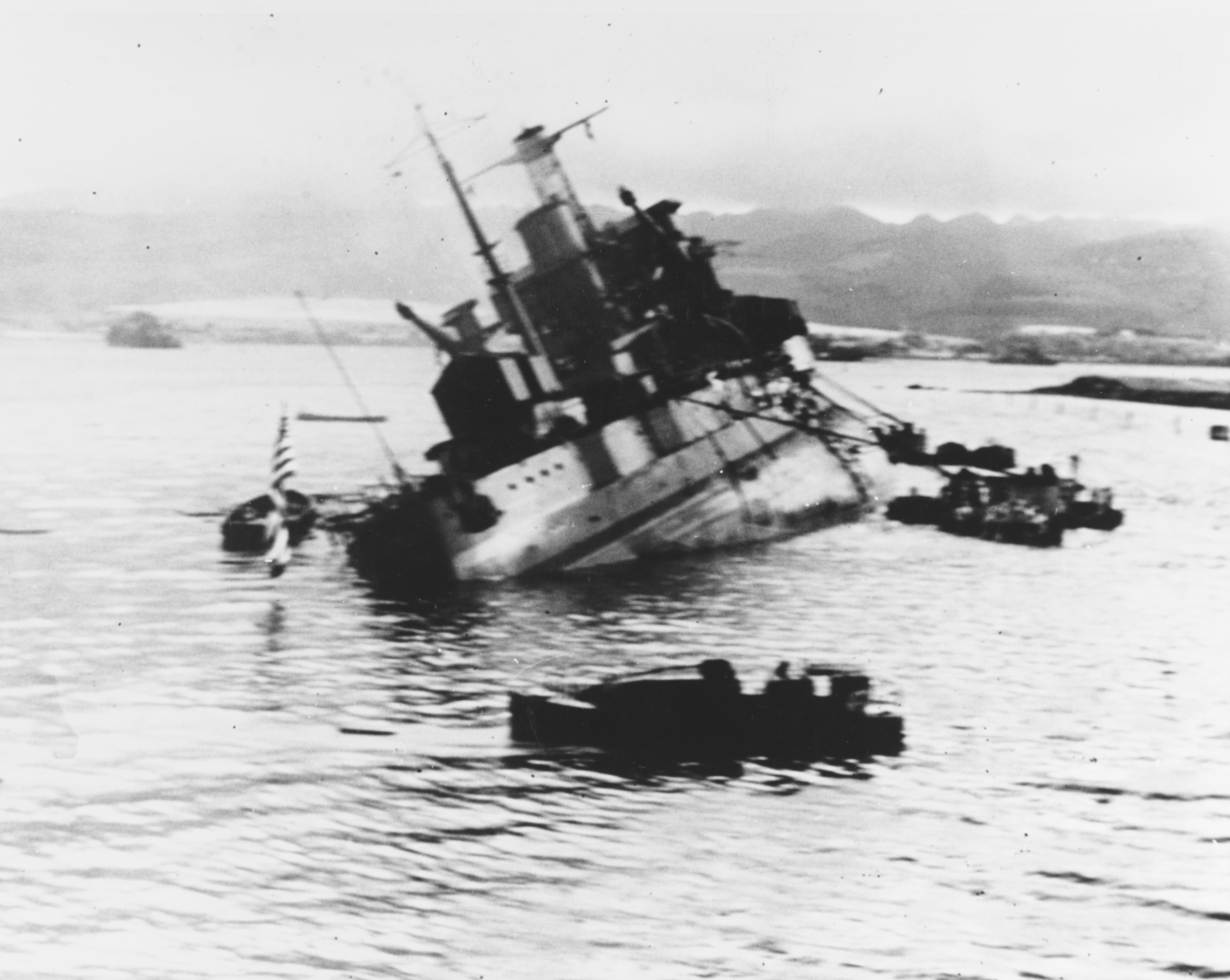
Корабль-мишень «Юта» тонет после атаки японских самолётов

Линкор ВВ-31 «Юта» заложен 15 марта 1909 года на верфи «Нью-Йорк Шипбилдинг компани» в Кэмдене. Спущен на воду 23 декабря 1909 года и принят в состав флота 31 декабря 1911 года. Первым командиром был кэптен Уильям С. Бенсон.
Как и все американские линкоры, после испытаний регулярно проводил учебные походы, стрельбы и участвовал в учениях. Принимал на борт кадет для обучения. В апреле 1914 года принимал участие в оккупации мексиканского Веракруса. После начала войны в Европе в жизни «Юты» ничего не изменилось. Были установлены два зенитных 76-мм орудия на площадках шлюпочных кранов.
После вступления США в войну продолжал службу у восточного побережья США, лишь 30 августа 1918 года отправившись в Европу под флагом командующего Атлантическим флотом вице-адмирала Генри Т. Майо. Вошёл в состав 6-й эскадры Гранд Флита. Вместе с «Невадой» и «Оклахомой» составлял «вторую линию обороны», базируясь на Бантри Бэй в Ирландии.
После окончания войны вернулся в США, где была проведена модернизация, аналогичная «Флориде». 17 июля 1920 года официально получил бортовой номер 31 в рамках общей программы присвоения номеров всем кораблям флота.
В 1921 году «Юта» совершила поход в Европу, посетив Лиссабон, Шербур и другие порты Западной Европы. После возвращения 21 октября 1922 года стала флагманом 6-й дивизии линкоров, которая вошла как «эрзац замена» в состав Резервного флота вместо недостроенных линейных крейсеров типа «Лексингтон».
31 октября 1925 года линкор стал на большую модернизацию, проведённую по проекту переоборудования «Флориды». 28 октября 1927 года после завершения модернизации вернулся в состав флота. В декабре 1927 года принял на борт президента Гувера для визита в Бразилию.
По результатам Лондонского морского соглашения был выведен из состава флота 1 июля 1931 года и разоружён. Недавно модернизированный линкор находился в хорошем состоянии, поэтому было принято решение переделать его в радиоуправляемую мишень вместо «Норт Дакоты». Работы были проведены на верфи «Норфолк Нэви ярд», после чего бортовой номер был изменён на AG-16. Однако в отличие от «Норт Дакоты» кроме установки радиооборудования были проведены лишь небольшие изменения — по сути, только демонтированы орудия главного калибра. Это позволяло, при необходимости, быстро вернуть корабль в строй в случае обострения отношений с Японией.
После переоборудования перешёл на Тихий океан. В основном использовался как буксировщик щитов при артиллерийских стрельбах кораблей и как цель при учебном бомбометании самолётов палубной авиации. Принимал участие во многих учениях не только в качестве мишени, но и как войсковой транспорт.
Бывший линкор берегли и чаще использовали как тренировочный корабль. В 1936 году на нём были установлены зенитные автоматы, и корабль превратился в учебный центр по обучению курсантов. На нём были проведены первые испытания счетверённого 28-мм зенитного автомата — «чикагского пианино». Зенитное вооружение постоянно росло, пополняясь зенитными 127-мм артустановками, 76-мм орудиями и 28-мм автоматами. Для защиты от бомб-болванок при бомбометании орудия закрывались специальными металлическими щитами и настилом из деревянных брусьев. Корабль вместо бывшей светло-серой получил тёмно-серую окраску. Все эти изменения сыграли с кораблем злую шутку. Во время атаки японской авиации на Пёрл Харбор «Юта» находилась на бочке у острова Форд. Из-за настила сверху она была принята японскими пилотами за авианосец. Получив две торпеды и ряд попаданий бомбами, в течение 10 минут «Юта» затонула, унося с собой на дно тела 58 членов экипажа.
Из-за того, что бывший линкор получил сильные повреждения и не мешал судоходству, было принято решение не поднимать его. «Юта» находится на дне по сей день. Как корабль, погибший в бою, она получила боевую звезду. В музеях штата Юта — в городах Солт-Лейк-Сити и Клирфилд — экспонируются оба корабельных колокола.

## Оценка проекта
Линейные корабли типа «Флорида» практически без изменений повторяли предыдущий тип «Делавэр», поэтому унаследовали все его преимущества и недостатки. Так же, как и предшественники, были на уровне своих заокеанских современников.
Американский линкор имел бортовой залп из 10 орудий, в то время как немецкий «Остфрисланд» и японский «Кавати» — только 8. У британского «Колоссуса» хоть и не во всех секторах, но на борт могли стрелять 10 орудий. Вместе с тем немецкий и британский дредноуты вооружались 305-мм 50-калиберным орудием, обеспечивающим лучшую баллистику, чем американское 45-калиберное орудие. И хотя британское орудие было на редкость неудачным, такая тенденция не устраивала и самих американских моряков.
Унаследованным недостатком американского линкора было и то, что за счёт нагревания от паропроводов зарядов пороха в башне № 3 её снаряды имели большую начальную скорость и за счёт этого получался увеличенный разлёт снарядов. Система управления огнём на момент создания была одной из самых прогрессивных.
127-мм орудие было достаточно удачным и хорошо подходило для борьбы с миноносцами. И хотя их заливало в непогоду, от этого также страдали и многие европейские корабли.
Бронирование было на уровне британских линкоров, но хуже, чем у немецкого и японского. За счёт отсутствия бортовых башен конструктивная противоторпедная защита получилась внушительной 7-метровой глубины. Прочность корпусов и башен позволяла вести стрельбу полными залпами, чего европейцы старались не допускать, предпочитая стрельбу полузалпами из-за опасения сотрясения корпуса. Мореходные качества кораблей были на высоком уровне. Благодаря установке более экономичных турбин Парсонса удалось повысить дальность плавания. Автономность и обитаемость, по признаниям британцев, были лучше, чем на линкорах королевского флота.
Эти корабли хоть и являлись продолжением достаточно удачного типа «Делавэр», но уже наметилось отставание от европейских линкоров в артиллерии главного калибра, что американцы попытались исправить на следующем типе своих дредноутов.
|                                     | «Юта»                    | «Колоссус»               | «Остфрисланд»                    | «Кавати»                                            |
| ----------------------------------- | ------------------------ | ------------------------ | -------------------------------- | --------------------------------------------------- |
| Год закладки                        | 1909                     | 1909                     | 1908                             | 1910                                                |
| Год ввода в строй                   | 1911                     | 1911                     | 1911                             | 1912                                                |
| Водоизмещение нормальное, т         | 22 174                   | 20 548                   | 22 806                           | 21 156                                              |
| Полное, т                           | 23 400                   | 23 063                   | 24 700                           | 23 266                                              |
| Тип СУ                              | ПТ                       | ПТ                       | ПМ                               | ПТ                                                  |
| Мощность, л. с.                     | 28 000                   | 25 000                   | 28 000                           | 25 000                                              |
| Максимальная скорость, узл.         | 20,75                    | 21                       | 20,5                             | 20                                                  |
| Дальность, миль (на скорости, узл.) | 6680 (10)                | 6680 (10)                | 5500 (10)                        | 2700 (18)                                           |
| Бронирование, мм                    |                          |                          |                                  |                                                     |
| Пояс                                | 279                      | 279                      | 300                              | 305                                                 |
| Палуба                              | 35—63                    | 45—100                   | 55—80                            | 30                                                  |
| Башни                               | 305                      | 279                      | 300                              | 280                                                 |
| Барбеты                             | 254                      | 279                      | 300                              | 280                                                 |
| Рубка                               | 292                      | 279                      | 300                              | 254                                                 |
| Схема размещения вооружения         |                          |                          |                                  |                                                     |
| Вооружение                          | 5×2×305/45 16×1×127 2 ТА | 5×2×305/50 16×1×102 3 ТА | 6×2×305/50 14×1×150 14×1×88 6 ТА | 2×2×305/50 4×2×305/45 10×1×152 8×1×120 12×1×76 5 ТА |

## Использованная литература и источники
1. ↑  Silverstone P. H. The New Navy. 1883—1922. — New York, USA: Routledge, 2006. — P. 12. — ISBN 978-0-415-97871-2.
2. 1 2  Мандель, Скопцов. Линкоры США, 2002, с. 17.
3. ↑  Friedman, US Battleships, 1985, p. 71.
4. ↑  Мандель, Скопцов. Линкоры США, 2002, с. 18—20.
5. ↑  Friedman, US Battleships, 1985, p. 78.
6. ↑  Мандель, Скопцов. Линкоры США, 2002, с. 17—18.
7. ↑  Friedman, US Battleships, 1985, pp. 71—72.
8. ↑  Мандель, Скопцов. Линкоры США, 2002, с. 22—23.
9. ↑  Friedman, US Battleships, 1985, pp. 81—82.
10. ↑  Мандель, Скопцов. Линкоры США, 2002, с. 18.
11. 1 2  Friedman, US Battleships, 1985, p. 72.
12. 1 2 3 4 5 6 7 8 9  Мандель, Скопцов. Линкоры США, 2002, с. 19.
13. 1 2 3 4 5 6 7 8 9  Мандель, Скопцов. Линкоры США, 2002, с. 20.
14. ↑  Friedman, US Battleships, 1985, pp. 70—71.
15. ↑  Мандель, Скопцов. Линкоры США, 2002, с. 19—20.
16. 1 2 3  DiGiulian, Tony. United States of America 12"/45 (30.5 cm) Mark 5 and Mark 6 (англ.). www.navweaps.com. — Описание 305-мм орудий Mark 5 и Mark 6. Дата обращения: 3 октября 2012. Архивировано 5 ноября 2012 года.
17. 1 2  DiGiulian, Tony. United States of America 5"/51 (12.7 cm) Marks 7, 8, 9, 14 and 15 (англ.). www.navweaps.com. — Описание 127-мм орудий Mark 7, 8, 9, 14 и 15. Дата обращения: 8 октября 2012. Архивировано 20 ноября 2012 года.
18. 1 2  Friedman, US Battleships, 1985, p. 193.
19. ↑  Мандель, Скопцов. Линкоры США, 2002, с. 20—21.
20. ↑  Friedman, US Battleships, 1985, pp. 192—193.
21. 1 2 3 4 5 6 7  Мандель, Скопцов. Линкоры США, 2002, с. 21.
22. ↑  Мандель, Скопцов. Линкоры США, 2002, с. 59.
23. 1 2 3 4 5  USS Florida (BB-30) (англ.). www.navy.mil. — История линкора «Флорида» по данным The Dictionary of American Naval Fighting Ships. Дата обращения: 9 октября 2012. Архивировано 20 ноября 2012 года.
24. ↑  Мандель, Скопцов. Линкоры США, 2002, с. 60.
25. ↑  Мандель, Скопцов. Линкоры США, 2002, с. 60—61.
26. ↑  Мандель, Скопцов. Линкоры США, 2002, с. 61.
27. ↑  Мандель, Скопцов. Линкоры США, 2002, с. 62—63.
28. ↑  Мандель, Скопцов. Линкоры США, 2002, с. 63—64.
29. 1 2  Мандель, Скопцов. Линкоры США, 2002, с. 64.
30. 1 2 3 4 5 6 7 8 9 10  USS Utah (BB-31) (англ.). www.navy.mil. — История линкора «Юта» по данным The Dictionary of American Naval Fighting Ships. Дата обращения: 9 октября 2012. Архивировано 20 ноября 2012 года.
31. ↑  Мандель, Скопцов. Линкоры США, 2002, с. 64—65.
32. 1 2 3  Мандель, Скопцов. Линкоры США, 2002, с. 66.
33. ↑  Мандель, Скопцов. Линкоры США, 2002, с. 67.
34. ↑  Мандель, Скопцов. Линкоры США, 2002, с. 68.
35. ↑  Мандель, Скопцов. Линкоры США, 2002, с. 69—72.
36. ↑  Мандель, Скопцов. Линкоры США, 2002, с. 69.
37. 1 2  Conway's, 1906—1921. — P.114
38. ↑  Балакин, Дредноуты, 2004, с. 11.
39. 1 2 3  Мандель, Скопцов. Линкоры США, 2002, с. 96.
40. ↑  Friedman, US Battleships, 1985, p. 81.
41. ↑  Мандель, Скопцов. Линкоры США, 2002, с. 96—97.
42. ↑  Мандель, Скопцов. Линкоры США, 2002, с. 96-97.
43. ↑  Friedman, US Battleships, 1985, p. 433.
44. ↑  Conway's, 1906—1921. — P.26
45. ↑  Gröner, Erich. Die deutschen Kriegsschiffe 1815—1945. Band 1: Panzerschiffe, Linienschiffe, Schlachschiffe, Flugzeugträger, Kreuzer, Kanonenboote (нем.). — Bernard & Graefe Verlag, 1982. — P. 48. — 180 p. — ISBN 978-3763748006.
46. ↑  Conway's, 1906—1921. — P.229